# ブリッジポート駅 (スカイトレイン)

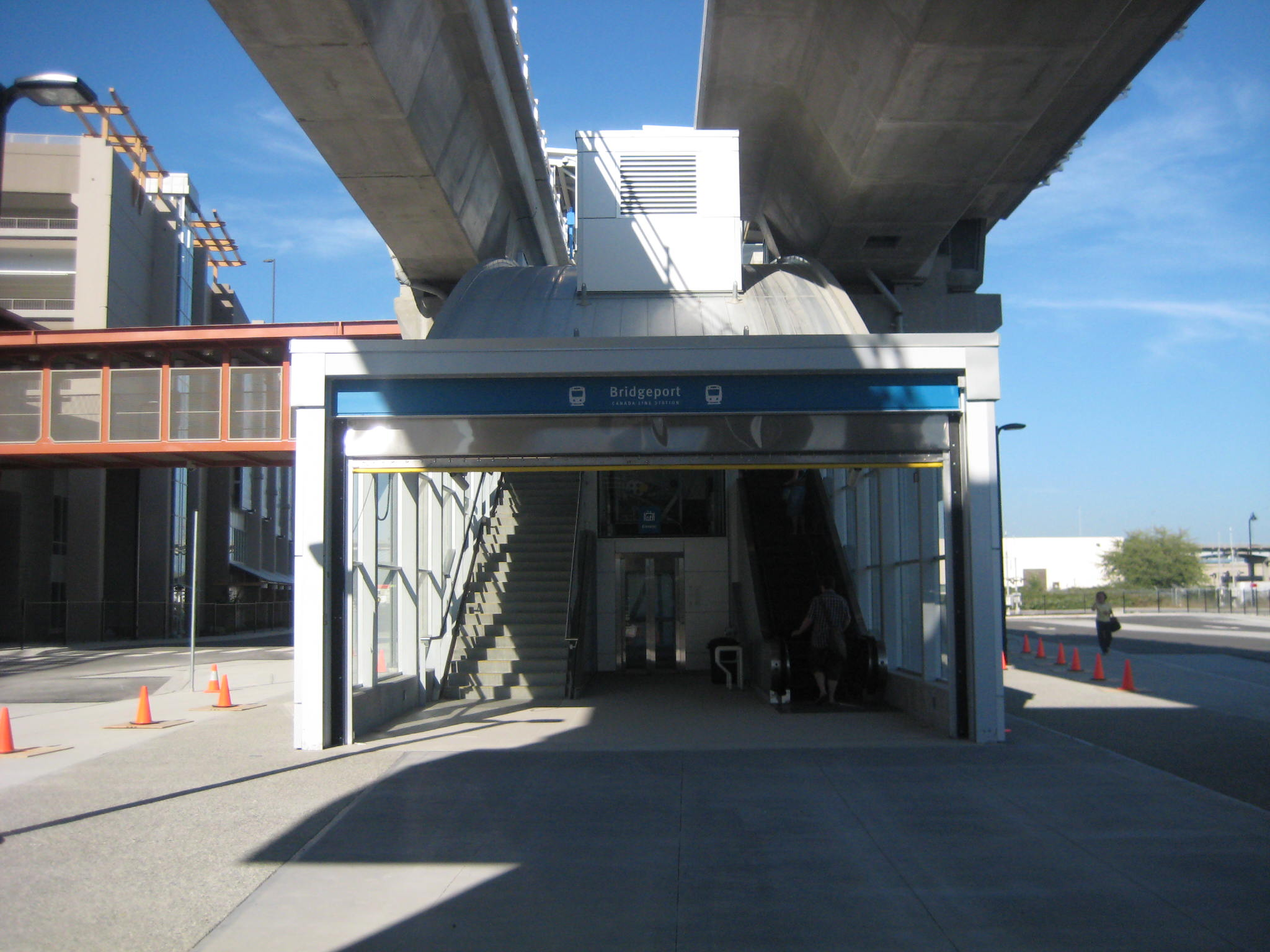
ブリッジポート駅玄関

ブリッジポート駅（英: Bridgeport Station）は、カナダ・ブリティッシュコロンビア州・リッチモンドにある、スカイトレイン カナダ・ライン の駅である。
カナダ・ラインについては、当駅でリッチモンド・ブリグハウスジ支線と方YVR空港駅支線が分岐しており

## 歴史
- 2009年8月17日：カナダ・ラインの駅として開業[1]。
- 2016年1月 - ICカード「コンパスカード」の利用が可能となる[2]。

## 駅構造
島式1面2線の駅。高架ホームは1つのホームをカナダラインが使用している。
| ホーム | 路線          | 行先                             |
| ------ | ------------- | -------------------------------- |
| 上り   | ■カナダライン | ウォーターフロント駅方面         |
| 下り   | ■カナダライン | リッチモンド・ブリグハウス駅方面 |
| 下り   | ■カナダライン | YVRエアポート駅方面              |

## 路線
施設
- リバ・ロックカジノ

バス路線
ブリッジポート駅は以下のように多くのバス路線が発着している。スカイトレインが運行しない深夜には夜行バスN10が運行しており。
| ホーム | 路線                                                                                                  |
| ------ | --- |
| 1      | 降車専用                                                                                              |
| 2      | 降車専用                                                                                              |
| 3      | 403 系統 - No.3道路 N10 系統 - ブリグハウス駅（夜行バス）                                             |
| 4      | 480 系統 - UBC (特急) N10 系統・ダウンタウン（夜行バス）                                              |
| 5      | 407 系統 - ブリッジポート 430 系統 - メトロタウン駅 (特急)                                            |
| 6      | 311系統 - スコッツデール (特急) 412系統 - 海島南                                                      |
| 7      | 601系統 - 南デルタ                                                                                    |
| 8      | 602系統 - トワッセン・高地 (特) 603系統 - ビーチ・グロヴウ (特) 604系統 - イングリッシュ・ブラフ (特) |
| 9      | 351系統 - ホワイトロック・センター行き                                                                |
| 10     | 352系統 - オシュン・公園(特) 354系統 - ホワイトロック南                                               |
| 11     | 407系統 - ギルバート 430系統 - ブリグハウス駅(特急)                                                   |
| 12     | 620系統 - トワッセン・渡し船(特急)                                                                    |
| 13     | 降車専用                                                                                              |

## 隣の駅
■カナダライン・YVRエアポート駅支線
マリンドライブ駅 - ブリッジポート駅 - テンプルトン駅
■カナダライン・リッチモンド・ブリグハウス駅支線
マリンドライブ駅 - ブリッジポート駅 - アバディーン駅